# Joseph Terdjan
Joseph Marie Terdjan, né le 13 novembre 1924 à Alexandrette (Turquie) et mort le 19 décembre 2001 à Paris, est un dessinateur, peintre et graveur arménien, de nationalité libanaise, ayant vécu à Paris de 1949 à 2001. Il est l'un des représentants des peintres abstraits libanais du XXe siècle.

## Biographie
Né le 13 novembre 1924 en Turquie, d'une fratrie de six enfants natifs du sandjak d'Alexandrette. Son père Agob Terdjan, d'origine arménienne, l'initie dès l'enfance au dessin, et sa famille s'installe ensuite à Beyrouth. Arrivé à Paris en 1949, à 25 ans, Joseph Terdjan retrouve son amie artiste de Beyrouth Etel Adnan, et fréquente les ateliers des artistes André Lhote et Pierre Guastalla. Au cours de ces premières années parisiennes, il se lie notamment d'amitié avec le poète libanais Georges Schéhadé, résidant alors également à Paris, mais aussi, dans l'atelier du peintre André Lhote, avec les peintres Nicolas Poliakoff et Jean-Marie Fage. 
Après avoir eu quelques expositions personnelles et collectives au Liban, en Syrie et en Égypte, Joseph Terdjan commence véritablement à se faire connaître lorsqu'il expose pour la première fois en France à l'été 1953, simultanément dans une exposition collective, où il présente "une aquarelle sensible et séduisante" aux côtés notamment d'œuvres des peintres irakien Jamil Hamoudi et égyptien Georges Sabbagh, mais surtout avec une exposition personnelle que lui organise la Galerie Lucy Krohg.
En 1959, il participe à la première Biennale de Paris, alors au Musée d'Art moderne de la ville de Paris, dans la section des artistes libanais. Après une exposition personnelle à la Galerie Bernheim-Jeune, soutenue par le critique d'art Waldemar-George, Joseph Terdjan expose régulièrement, des années 1960 à 1980, au Salon d'automne et au Salon des indépendants, au Grand Palais. Il entretient notamment des correspondances suivies avec l'écrivain Georges Cattaui et le philosophe Stanislas Fumet. 
En tant que dessinateur et graveur, Joseph Terdjan a notamment illustré en 1955 le recueil de poésie Visages de l'oubli, du poète syrien Claude Nourri Marrache. 
Les critiques d'art, écrivains et philosophes Stanislas Fumet, Salah Stétié, Jean-Pierre Bayard, Gabriel Bounoure, Gabriel Marcel, René Habachi ou bien encore Waldemar-George, salueront son travail d'artiste. Joseph Terdjan réalisera d'ailleurs en 1948 un portrait à la sanguine du philosophe Gabriel Marcel, lors de son voyage à Beyrouth, puis en 1962 un portrait peint du critique franco-polonais Waldemar-George. 
En 1961 et en 1974, le Centre national des arts plastiques a acheté deux tableaux à Joseph Terdjan, dont la grande abstraction "Branches" (1971) déposée depuis 2018 au Ministère de la Défense (site Balard). 
En octobre 1988, Joseph Terdjan bénéficie d'une rétrospective de son œuvre, intitulée “40 ans de peinture: 1947-1988” et organisée au Club Dunois (Paris XIIIe). 
Joseph Terdjan était aussi un artiste passionné par la philosophie et par les lettres : "je suis un malade de littérature", écrit-il en 1964.  
Il meurt le 19 décembre 2001 à Paris, et est inhumé au cimetière parisien de Thiais.

## Expositions

### Expositions particulières
- 1948, Liban : Bibliothèque de l'École Supérieure des Lettres (Beyrouth), 25 mars - 1er avril
- 1953, France : Galerie Lucy Krohg (Paris), 23 juin - 4 juillet, catalogue écrit par Stanislas Fumet
- 1954, Liban : Centre d’Etudes Supérieures Français (Beyrouth), 8 - 23 juin
- 1954, Syrie : chez Linda Homsi (Alep), 25 - 28 novembre, catalogue écrit par René Habachi
- 1959, Liban : Université Saint-Joseph (Beyrouth), 17 - 30 novembre, catalogue écrit par Gabriel Bounoure[16]
- 1960, France : Galerie Madeleine Rauch (Paris), 10 - 27 mai, catalogue écrit par Stanislas Fumet
- 1966, France : Galerie Bernheim-Jeune (Paris), 23 avril - 14 mai, catalogue écrit par Waldemar-George[17]
- 1976, France : Galerie Agora-Sèvres (Paris), 9 - 25 juin
- 1988, France : Club Dunois (Paris XIIIe), rétrospective “40 ans de peinture: 1947-1988”, 10 - 25 octobre

### Expositions collectives et Salons
- 1950, France : École nationale supérieure des Beaux-Arts (Paris), en tant que boursier du gouvernement français ;
- 1955, France : "Artistes Étrangers en France", Petit Palais (Paris)[18] ;
- 1959, France : Biennale de Paris, Musée d'Art moderne de Paris (Paris) ;
- 1965, Liban : Musée Sursock (Beyrouth) ;
- 1967, France : Salon d'automne, Grand Palais (Paris) ;
- 1970, France : Société nationale des beaux-arts, Pavillon Baltard (Nogent-sur-Marne) ;
- 1994, France : Société de Saint Jean, Notre-Dame-de-Compassion (Paris XVIIe), 15 - 25 janvier (1 tableau de 1975)[19];
- 2024, Turquie: Galería José de la Mano, Contemporary Istanbul 19th edition, 23 - 27 octobre (Istanbul)[20];

## ManifestePropos sur la peinture(1950)
En 1950, âgé de vingt six ans et à l'occasion de sa première exposition aux Beaux-arts de Paris, Joseph Terdjan publie à compte d'auteur son principal manifeste artistique, Propos sur la peinture, qui regroupe plusieurs textes datant de 1948 à 1950 :
"La joie de peindre, la souffrance de peindre, voilà qui nous fait pressentir une autre vérité que la réalité figée du tableau (...).   Le tableau, pour celui qui le peint comme pour celui qui le contemple, c'est une façon de se connaître. (...) Les premières taches que vous jetez sur votre toile, une fois livrées à elles-mêmes, il arrive qu'elles commencent leur ronde; et, à leur tour, les voici qui se sont mises à parler. Et vous, vous devez participer à ce nouveau dialogue. Il faut que vous changiez; vous n'êtes déjà plus le même; une magie est née, dont le peintre n'a été que le promoteur, et le tableau c'est cette merveilleuse poursuite. Vous transformez le paysage, et il vous le rend bien. Tous les deux, il faut que vous soyez au sommet de vous-même. Vous êtes appelés, l'un par l'autre, à plus de perfection. Aussi, nous ne pouvons jamais prévoir à quel moment exact un tableau sera terminé. Soudain, on a comme le sentiment d'une coïncidence, et d'un repos. Il est dangereux de poursuivre alors; la seconde rencontre peut tarder. (...) C'est qu'il ne s'agit pas d'un morceau de toile qu'il faut couvrir d'une pâte et de couleurs données. Un tableau, pour le peintre, c'est un morceau du temps qu'il lui faut vivre, qu'il lui faut traverser de part en part."
Extrait du chapitre Naissance du tableau, avril 1948

## Réception
« Dans l’art de ce peintre libanais, couve toute l’ardeur des rêves de l’Orient (…). S’y vérifie l’apport d’une double culture. (…) Les toiles de Terdjan ne sont pas de celles qui se laissent aisément pénétrer. (…) Terdjan n’est pas de ceux qu’il soit loisible de définir, encore moins de cataloguer. Il ne se réclame d’aucun système, ne se veut prisonnier d’aucun style, n’apparaît tributaire d’aucune école. Mais, par-delà toutes coordonnées ou références, sans le moindre conteste, il est. »

— Louis Barjon, 1960

« Joseph Terdjan (…) vendait bien peu. (…) Il mourra très âgé à Paris au tout début des années 2000 dans le dénuement le plus complet (…), laissant derrière lui une œuvre de haute qualité spirituelle, saluée par plusieurs penseurs et critiques (…), et qui attend toujours qu’on la découvre. »

— Salah Stétié, L'Extravagance: Mémoires (2014)
Le philosophe Stanislas Fumet décrivait Joseph Terdjan comme un parfait « peintre contemplatif ». Pour le critique et philosophe Gabriel Marcel, « l'oeil le plus délicatement sensible aux rapports inviolables des formes naturelles, est chez Terdjan au service d'une pensée presque mystiques et toute tendue vers la découverte des secrets du monde intérieur. Une discrétion frémissante : tel semble être le caractère propre de ce jeune peintre. »

## Ecrits
Joseph Terdjan a publié des écrits de critiques littéraires et philosophiques dans certaines revues, notamment :
- « Maurice Nadeau: Michel Leiris et la quadrature du cercle », in La Table ronde, n°200, 1964, p. 136-138 ;
- « La fiancée du tambour-major de Jean Sur », in La Table ronde, n°203, 1964, p. 124-125 ;
- « La dignité humaine et ses assises existentielles: Gabriel Marcel », in La Table ronde, n°203, 1964, p. 128-129 ;
- « Le point de départ de Georges Poulet », in Revue de Métaphysique et de Morale, 1965, p. 496-497 (lire en ligne).